# Die Schöne und der Geist
Die Schöne und der Geist (Hindi: पहेली paheli; wörtl. Übersetzung: Rätsel) ist ein indischer Fantasyfilm von Amol Palekar aus dem Jahr 2005. Die Geschichte wurde bereits 1973 unter dem Titel Duvidha verfilmt.

## Handlung
Bhanwarlal ist ein Geschäftsmann und lebt in Navalgarh im Bundesstaat Rajasthan zusammen mit seiner Frau und seinen Söhnen Sunderlal und Kishan. Sunderlal ist mit Gajrobai verheiratet und hat einen Sohn. Als Sunderlal das jährliche Kamelrennen verliert, verlässt er aus Scham das Haus, um nie zurückzukehren.
Bhanwarlals anderer Sohn Kishan wird mit der schönen Lachchi verheiratet. In der Hochzeitsnacht aber will Kishan nichts von seiner Ehefrau wissen. Er will zunächst lieber Geld verdienen gehen, als sein Leben als Ehemann zu führen, daher eröffnet er seiner Frau Lachchi, er müsse für fünf Jahre verreisen, da die Sterne günstig ständen und sich so eine Gelegenheit nicht mehr ergeben werde. Lachchi ist zutiefst traurig, das aber währt nicht lange, da Kishan schon in den nächsten Tagen wieder zurück ist. Er erzählt seinem Vater Bhanwarlal, dass er einen heiligen Weisen traf, der ihm für jeden Morgen fünf Goldmünzen versprochen hat. Jetzt wo das Einkommen der jungen Familie gesichert ist, hat Bhanwarlal keine Einwände dagegen, dass Kishan bleibt. Lachchi ist überglücklich. Als beide endlich allein im Schlafzimmer sind, erklärt der mittlerweile freundliche Kishan ihr aber, dass er ein Geist sei. Der echte Kishan sei tatsächlich fortgefahren, er, der Geist, habe sich jedoch solcherart in sie verliebt, dass er, um ihr nahe zu sein, Kishans Gestalt angenommen habe. Lachchi muss sich nun entscheiden, ob sie die nächsten fünf Jahre mit diesem sympathischen Abbild ihres Mannes verbringen will – oder ob sie den Geist zurückweist und auf ihren abweisenden Gatten warten will. Sie entscheidet sich für die Liebe und damit für den Geist.
Nach vier Jahren ist wieder ein Kamelrennen, und dieses Mal gewinnt Bhanwarlals Kamel. Dann wird Lachchi schwanger. Am Tag der Geburt kommt der richtige Kishan zurück. Die ganze Familie ist überrascht und weiß nicht, wer von den beiden der wahre Kishan ist, da beide aussehen wie Zwillinge. Um es herauszufinden, suchen sie einen weisen Hirten auf, der den beiden Aufgaben erteilt. Zum Schluss beschließt der Geist, sich in den Wassersack des Hirten zu zaubern, um seine Liebe zu Lachchi zu beweisen. Der Wassersack wird vom richtigen Kishan weggeworfen.
Lachchi ist sehr traurig, als sie davon erfährt. Sie muss mit dem Gedanken leben ihre große Liebe und den Vater ihrer Tochter nicht wiederzusehen. Als sie abends, wieder verschleiert, wie in der Hochzeitsnacht, in Kishans Zimmer kommt, erklärt sie ihm, dass sie von all dem wusste und ihm das erzählt, bevor sie mit ihm ein neues Leben beginnen muss. Doch er erklärt ihr, dass er der Geist ist und in den Körper ihres Mannes gefahren ist, weil er ihr und seiner Tochter versprochen hat, sie niemals zu verlassen. Überglücklich fallen sie sich in die Arme und einem gemeinsamen Glück steht nichts mehr im Wege. Und auch der Bruder Sunderlal, kehrt wieder zurück zu seiner Frau und seinem Sohn.

## Gestaltung
Der Film ist ein typischer Vertreter des Bollywood genannten Stils. Er enthält viele Gesangseinlagen und tänzerische Zwischenspiele. Ein Marionettenpaar kommentiert die Aktivitäten des Geistes. Zum Ausklang erscheint ein Ballett, getanzt im Stil von Marionetten. Die Zeit der Handlung ist nicht definiert, scheint aber in der Vor-Kolonial-Ära zu liegen. Eine leichte Kritik am sturen Gewinnstreben ist erkennbar. Der Hirte, der den Konflikt löst, will dafür keinen Lohn: seine Tiere fressen kein Gold.

## Musik
| # | Titel              | Sänger                                                                 | Länge |
| - | ------------------ | ---------------------------------------------------------------------- | ----- |
| 1 | Minnat Kare        | Shreya Ghoshal, Madhushree, Bela Shende                                | 07:25 |
| 2 | Dheere Jalna       | Sonu Nigam, Shreya Ghoshal                                             | 06:08 |
| 3 | Kangana Re         | Shreya Ghoshal, Madhushree, Bela Shende, Kalapini Komakali, Sonu Nigam | 05:55 |
| 4 | Khaali Hai         | Hariharan, Bela Shende                                                 | 05:58 |
| 5 | Laaga Re Jal Laaga | M. M. Kareem, Sonu Nigam, Shruti Sadolikar                             | 05:51 |
| 6 | Phir Raat Kati     | Sunidhi Chauhan, Sukhwinder Singh                                      | 03:45 |

## Auszeichnungen
Der Film erhielt zwei Nominierungen bei den Filmfare Awards:
- Bester Songtext: Sampooran Singh Gulzar (für Dheere Jalna)
- Bester Playbacksänger: Sonu Nigam (für Dheere Jalna)

## Hintergrund
Die Dreharbeiten sollten in der Wüste Thar in Rajasthan stattfinden. Da dies zu teuer war, wurde eine künstliche Wüste erstellt. Ursprünglich war Ghost Ka Dost als Titel des Films vorgesehen. Als Paheli hatte er am 24. Juni 2005 in Indien und Großbritannien Premiere. Produziert wurde der Film von Shah Rukh Khans Frau Gauri und Red Chillies Entertainment von Shah Rukh Khan und Juhi Chawla. Paheli sollte 2006 bei den 78th Annual Academy Awards für den Oscar in der Kategorie Bester Fremdsprachiger Film nominiert werden, doch der Film konnte sich dafür nicht qualifizieren.